# Crossopriza surobi
Crossopriza surobi (лат.) — вид пауков-сенокосцев рода Crossopriza (Smeringopinae, Pholcidae). Распространён в Афганистане. Назван по месту обнаружения (Surobi/Sarobi/«Sorubay»; 34,50° N, 69,87° E, провинции Кабул и Вардак).

## Описание
Мелкие пауки-сенокосцы, длина тела 4,2 мм, ширина карапакса 1,6 мм, длина ног до 3 см. Карапакс охристо-жёлтый, спереди в срединной ямке светло-коричневый; стернум с множеством мелких коричневых пятен, частично расположенных в радиальных метках; ноги охристо-жёлтые, без тёмных колец, с чёрными линиями на бёдрах и (несколько) на голенях; брюшко бледно-серое, с несколькими нечёткими мелкими тёмными метками дорсально и задне над спиннерами; вентрально с прерывистой тёмной полосой, с нечёткими параллельными продольными метками за гонопором.
Биология не исследована.

## Систематика
Вид был впервые описан в 2022 году в ходе исследования разнообразия пауков Центральной Азии, проведённого немецким арахнологом Бернхардом Хубером (Bernhard Huber, Alexander Koenig Research Museum of Zoology, Бонн, Германия). Легко отличить от близких видов по деталям пальп самца (вентральный склерит прокурсуса с сильным ретролатеральным отростком; вершина прокурсуса с сильным дорсальным отростком; дистальный бульбальный склерит с отчётливой серией апофизов на пролатеральной стороне); от сходного Crossopriza lyoni (идентичные хелицеры самцов) также по более длинному эпигинуму и менее вытянутым поровым пластинкам; от сходного Crossopriza maculipes также по хелицерам самцов (латеральные апофизы в боковом виде длинные и заостренные) и внутренним гениталиям самок (поровые пластинки дальше друг от друга).